# Conner Peripherals

Logo van Conner.

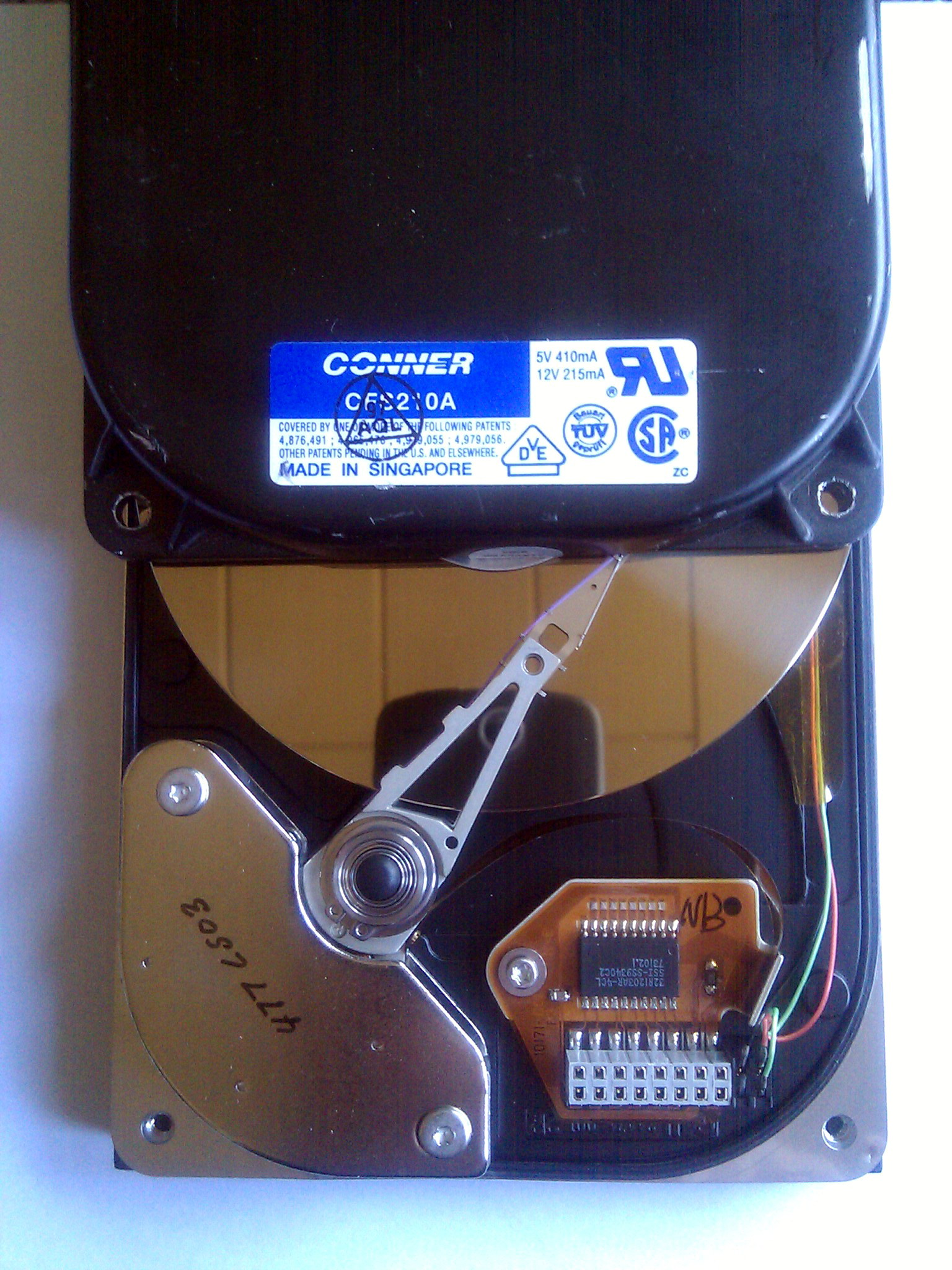
Een harde schijf van Conner met een capaciteit van 210 MB.

Conner Peripherals was een Amerikaans fabrikant van harde schijven voor personal computers. Het bedrijf werd opgericht in 1985 en is vanaf 1996 eigendom van Seagate Technology.

## Geschiedenis
Conner werd opgericht in 1985 door Finis Conner, een oud-medewerker van Seagate. Zijn zakenpartner John Squires had een compacte harde schijf ontwikkeld die het bedrijf in productie wilde nemen. Een jaar later ging het bedrijf samen met CoData, een computerbedrijf uit de Amerikaanse staat Colorado. Een belangrijke financier, en tevens jarenlang de grootste klant, was Compaq.
Eind jaren 80 groeide de markt voor desktopcomputers sterk, en de vraag naar harde schijven was hoog. Dit zorgde ervoor dat het bedrijf een enorme financiële groei doormaakte. Bijzonder aan het ontwerp van Conners harde schijven was het gebruik van een softwaregestuurde microcontroller voor het lezen en schrijven van gegevens. Door het gebruik van software kon Conner het aantal hardwarecomponenten laag houden, om zo te besparen in kosten.
In 1989 bracht het bedrijf een 2,5-inch schijf uit, gericht op de markt voor laptops. In 1991 bezat ruim 80% van alle draagbare computers een harde schijf van Conner. Het bedrijf was in die tijd de op een na grootste fabrikant van harde schijven.
Na de overname van Archive Corporation in 1993 ging Conner ook tapedrives produceren.
In 1996 werd Conner overgenomen door Seagate.